# Маркезини, Алессандро
Алессандро Маркезини (итал. Alessandro Marchesini; 30 апреля 1663, Верона, Венецианская республика — 27 января 1738, там же) — итальянский живописец и гравёр академического направления.

## Биография
Алессандро Маркезини, сын Франческо, резчика по мрамору и архитектора, и Элизабетты Боттачин, родился в Вероне в районе Сан-Микеле-алла-Порта и был крещён 6 мая в церкви Санти- Апостоли. Направленный своим братом Марко, он был совсем юным учеником живописцев Бьяджо Фальчьери и Феличе Чиньяни. В возрасте семнадцати лет он отправился в Болонью, чтобы продолжить обучение под руководством Карло Чиньяни.
Первым заказом для Маркезини стало участие в 1687 году в восстановлении интерьера церкви Сан-Доменико в Вероне, незадолго до этого пострадавшей от пожара. Маркезини поручили расписать потолок сценами из жизни святых Доминика и Екатерины Сиенской. В этой работе художника чувствуется влияния живописных школ Венето и Эмилия-Романьи. Последняя позднее получила название «болонской».
В конце XVII века творчество Маркезини оказалось востребованным. Он стал получать заказы по оформлению церквей и дворцов. В эти годы, вместе с семьёй, Маркезини переехал в Венецию. Причиной переезда стала критика его картины «Галатея». Автора обвиняли в том, что на ней он изобразил «только женщину». В 1705 году Венеции он познакомился с коллекционером Стефано Конти, который стал его постоянным покровителем и помог живописцу найти заказчиков за границами Италии. Маркезини стал писать картины для таких заказчиков, в особенности из Германии, главным образом, на мифологические сюжеты.
К 1707 году более одиннадцати картин художника входили в галерею Стефано Конти. Сохранилась переписка между коллекционером и живописцем. В одном из писем Маркезини рекомендовал Конти двух молодых художников — Джованни Антонио Каналь и Марко Риччи. В начале XVII века он обучал живописи молодого земляка Карло Салиса. В 1737 году Маркезини вернулся в Верону и поселился в доме, который ранее принадлежал художнику Одоардо Перини. Маркезини умер в родном городе в 1738 году.
В санкт-петербургском Эрмитаже имеются две картины Алессандро Маркезини.

## Галерея

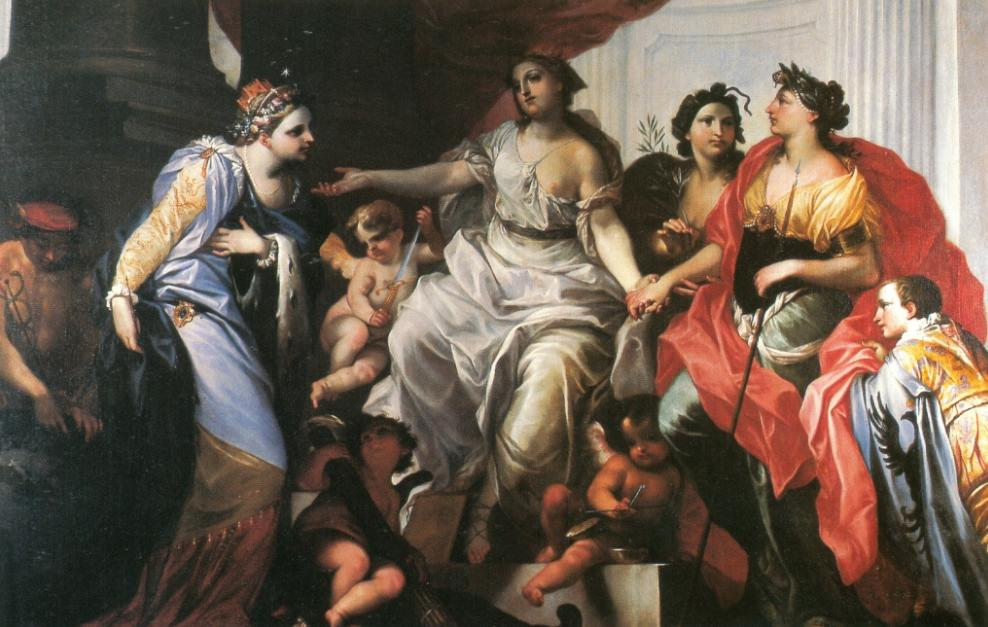
Юстиция и Мир. Торговый магистрат, Больцано
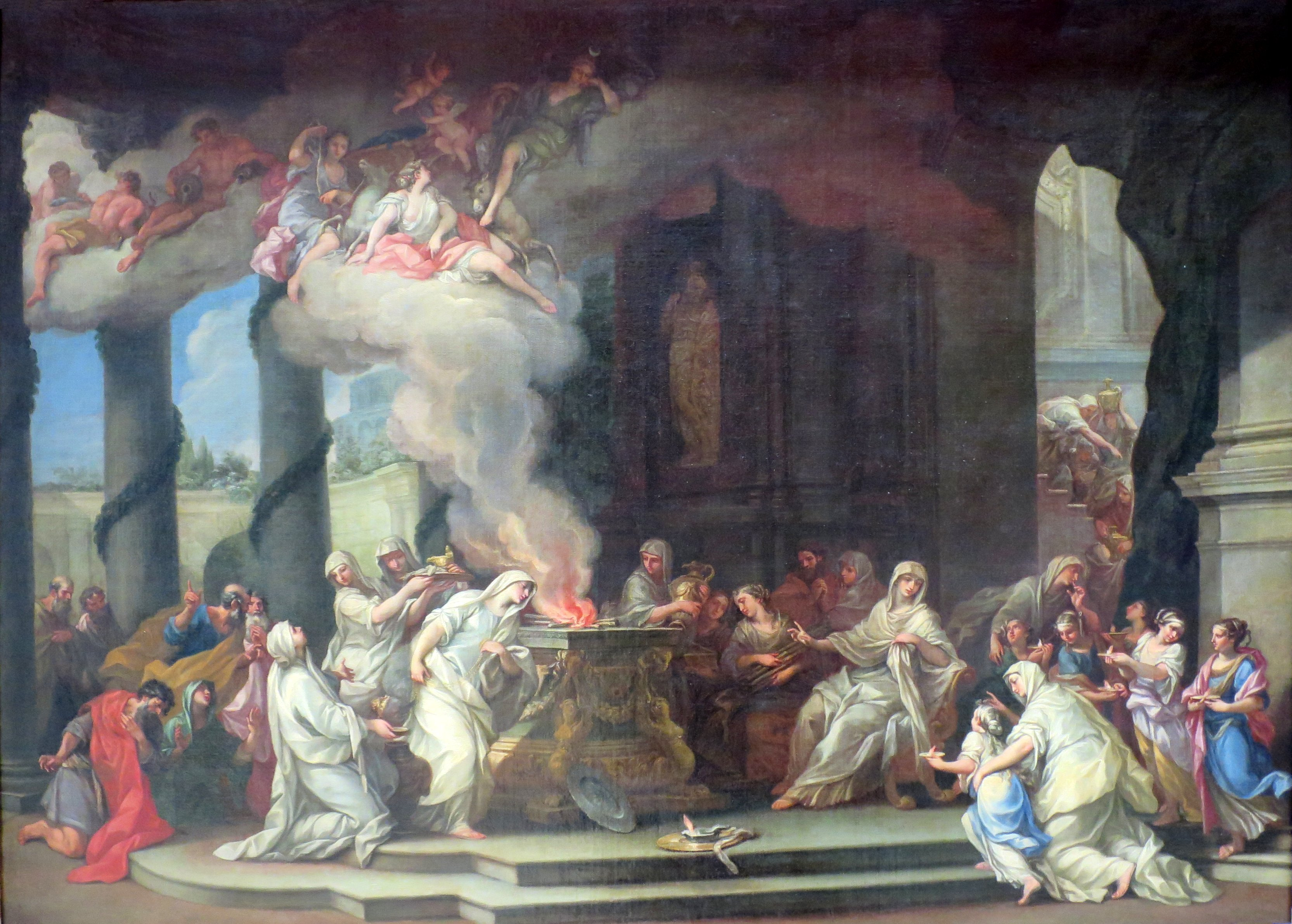
Посвящение в весталки. 1710-е. Холст, масло. Государственный Эрмитаж, Санкт-Петербург
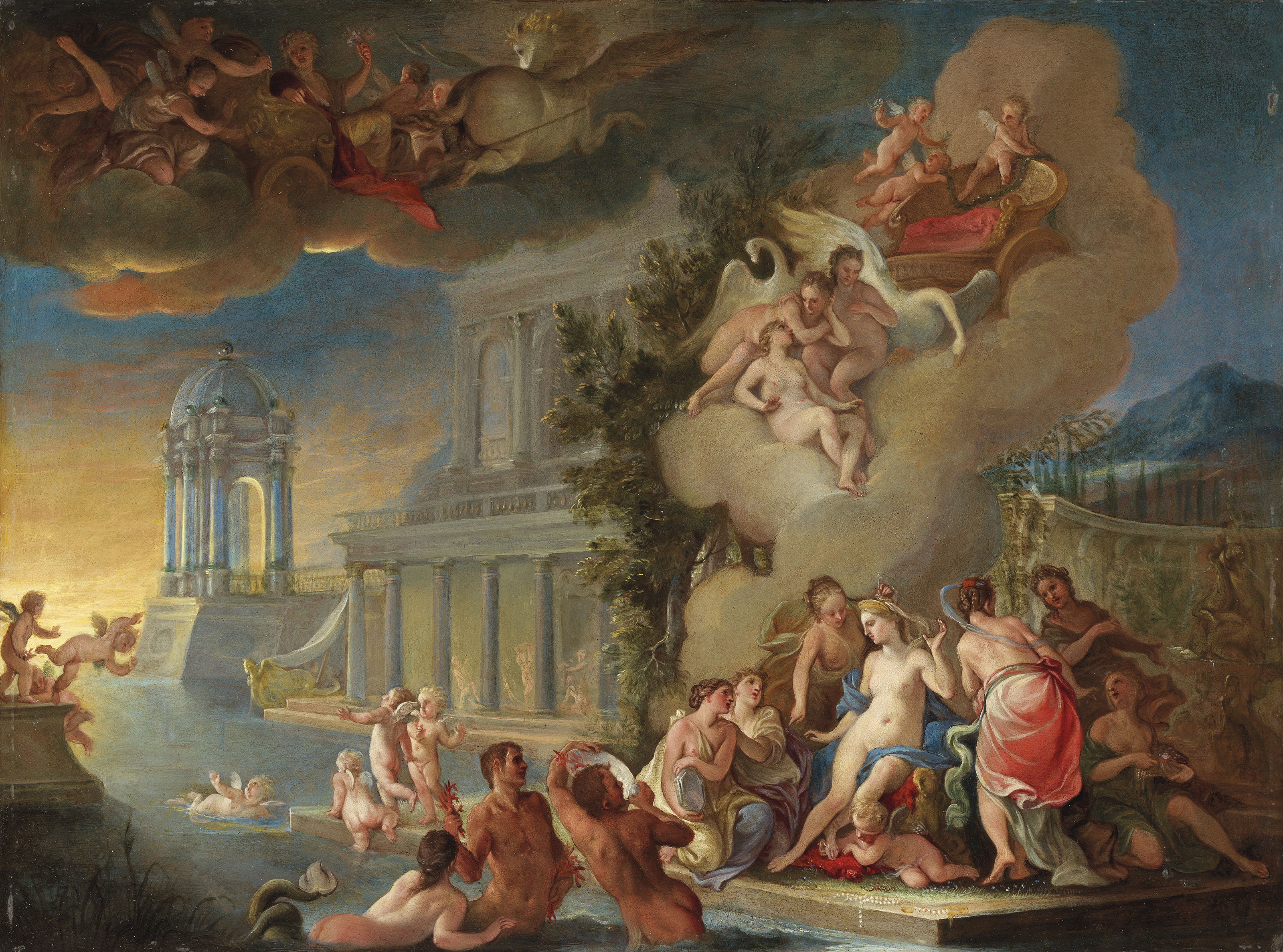
Туалет Венеры. Медь, масло. Частное собрание
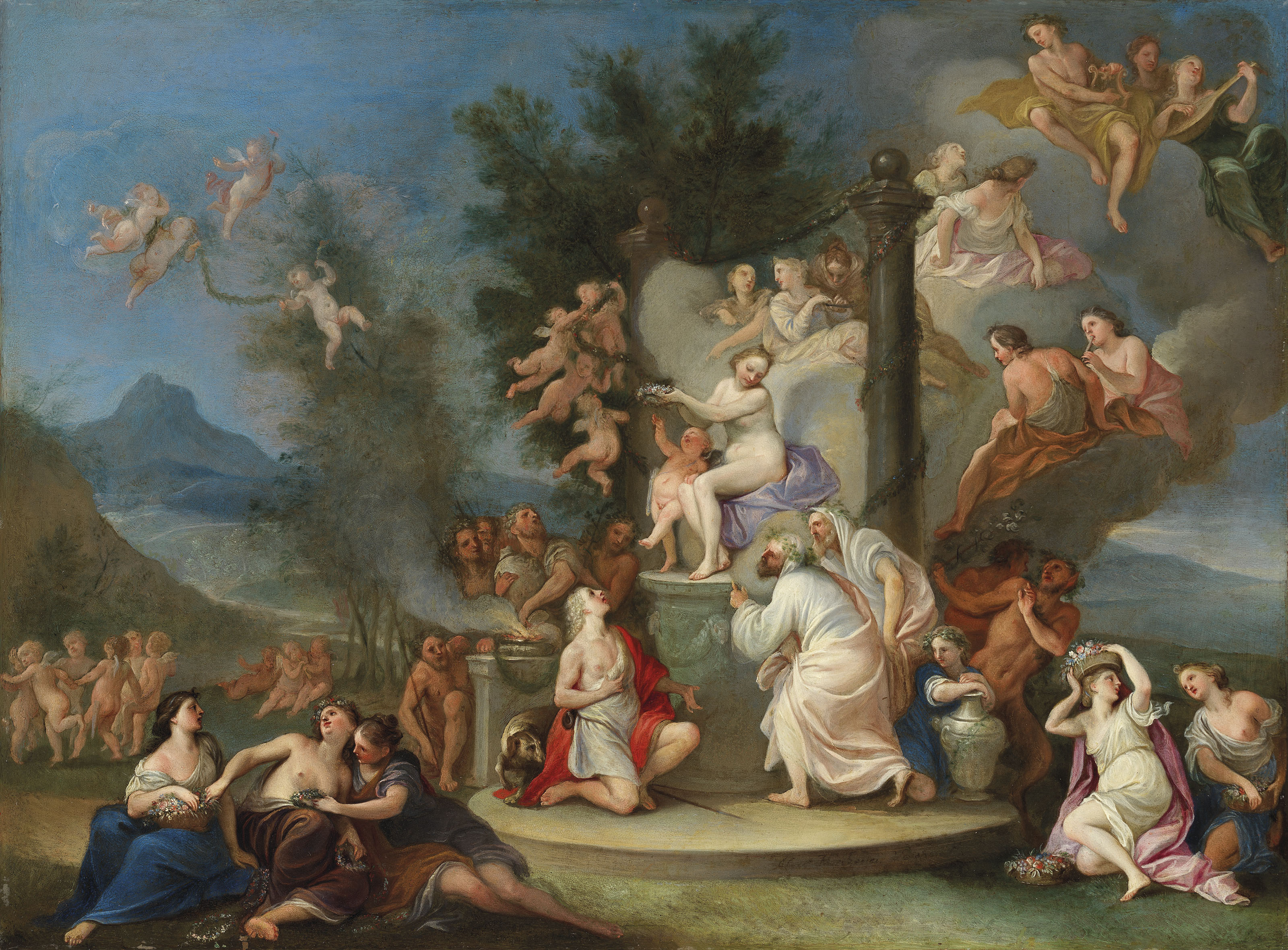
Диана и Эндимион. Медь, масло. Частное собрание
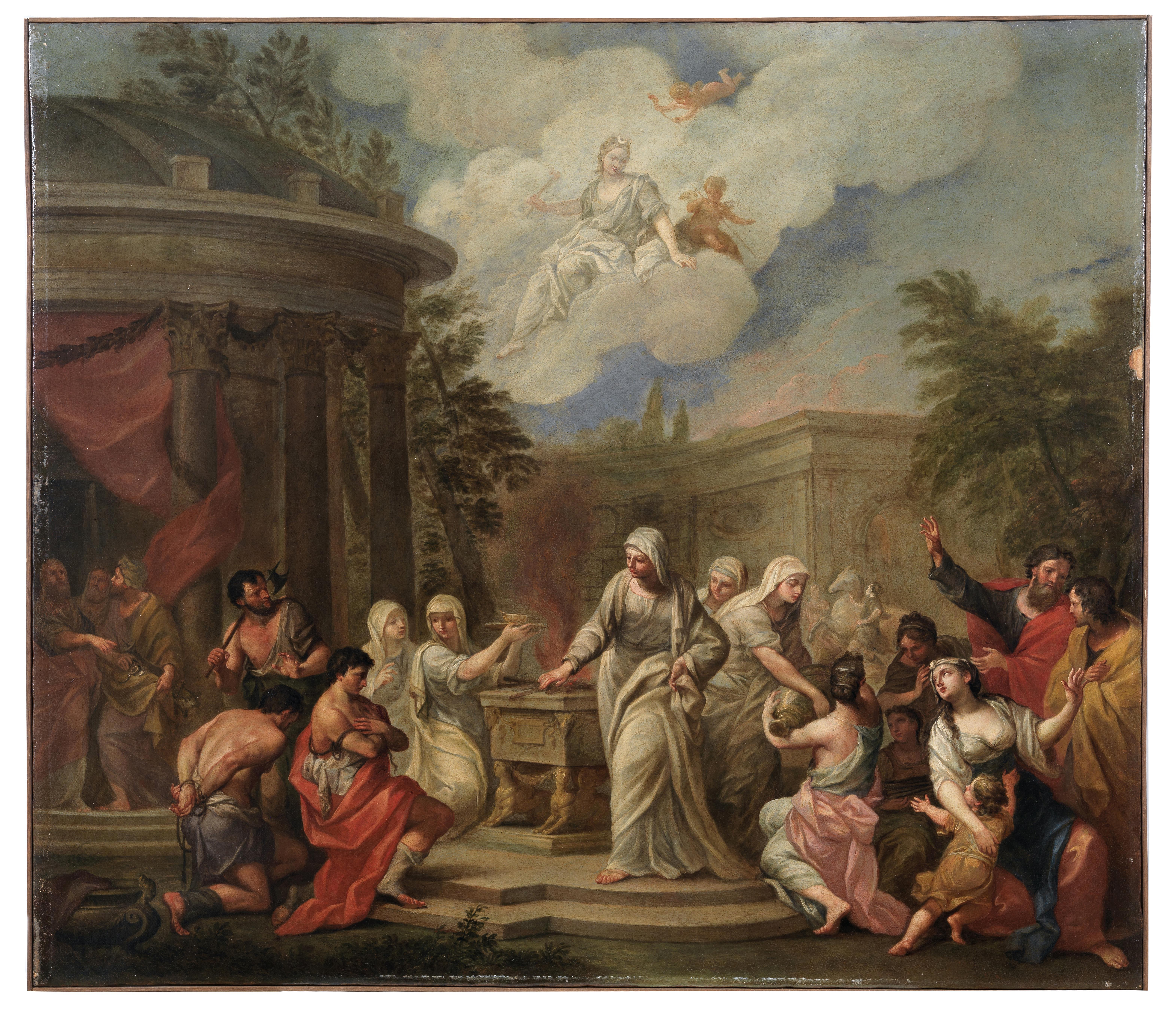
Ифигения в Тавриде. До 1738. Холст, масло. Частное собрание
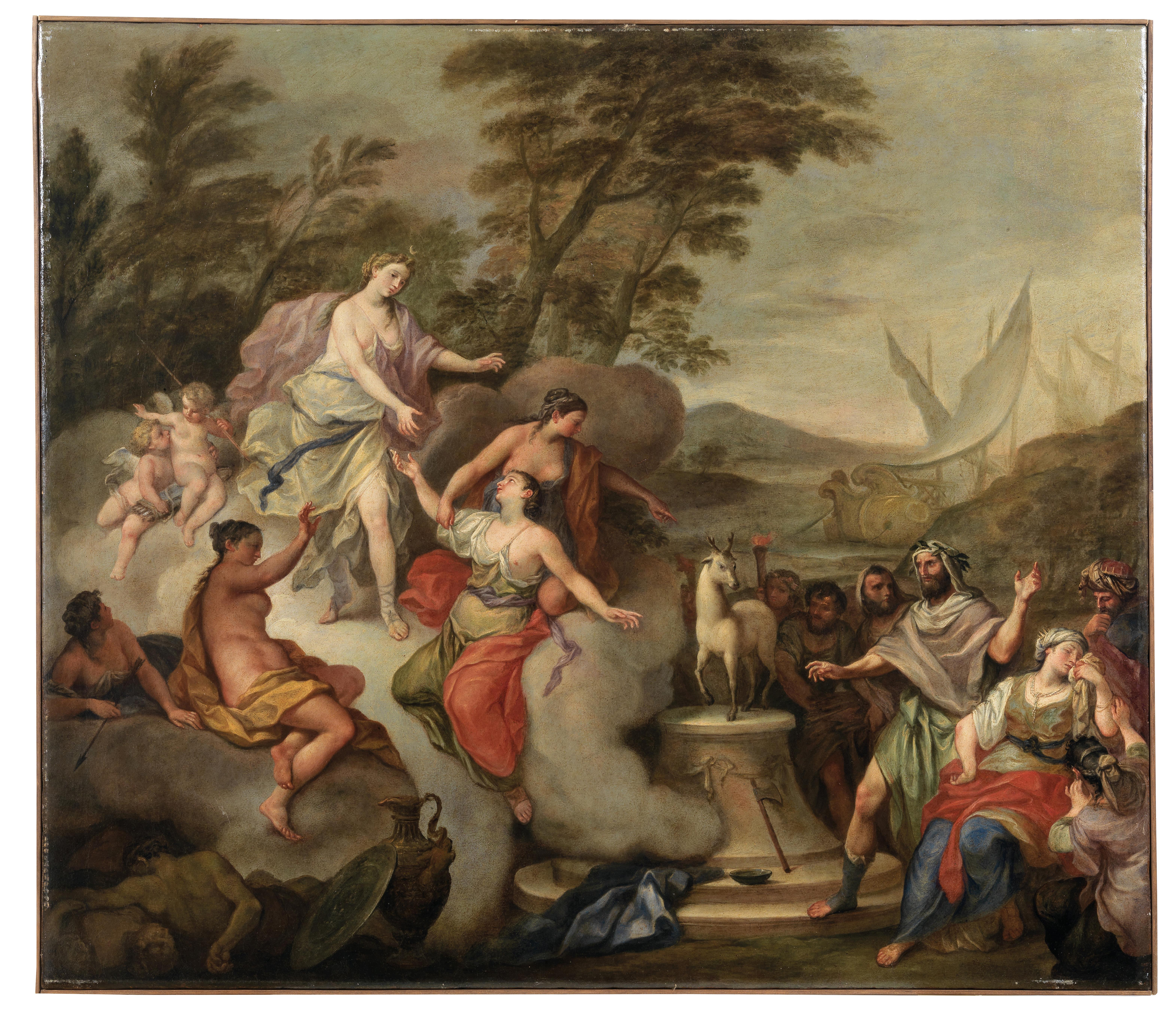
Жертвоприношение Ифигении. До 1738. Холст, масло. Частное собрание
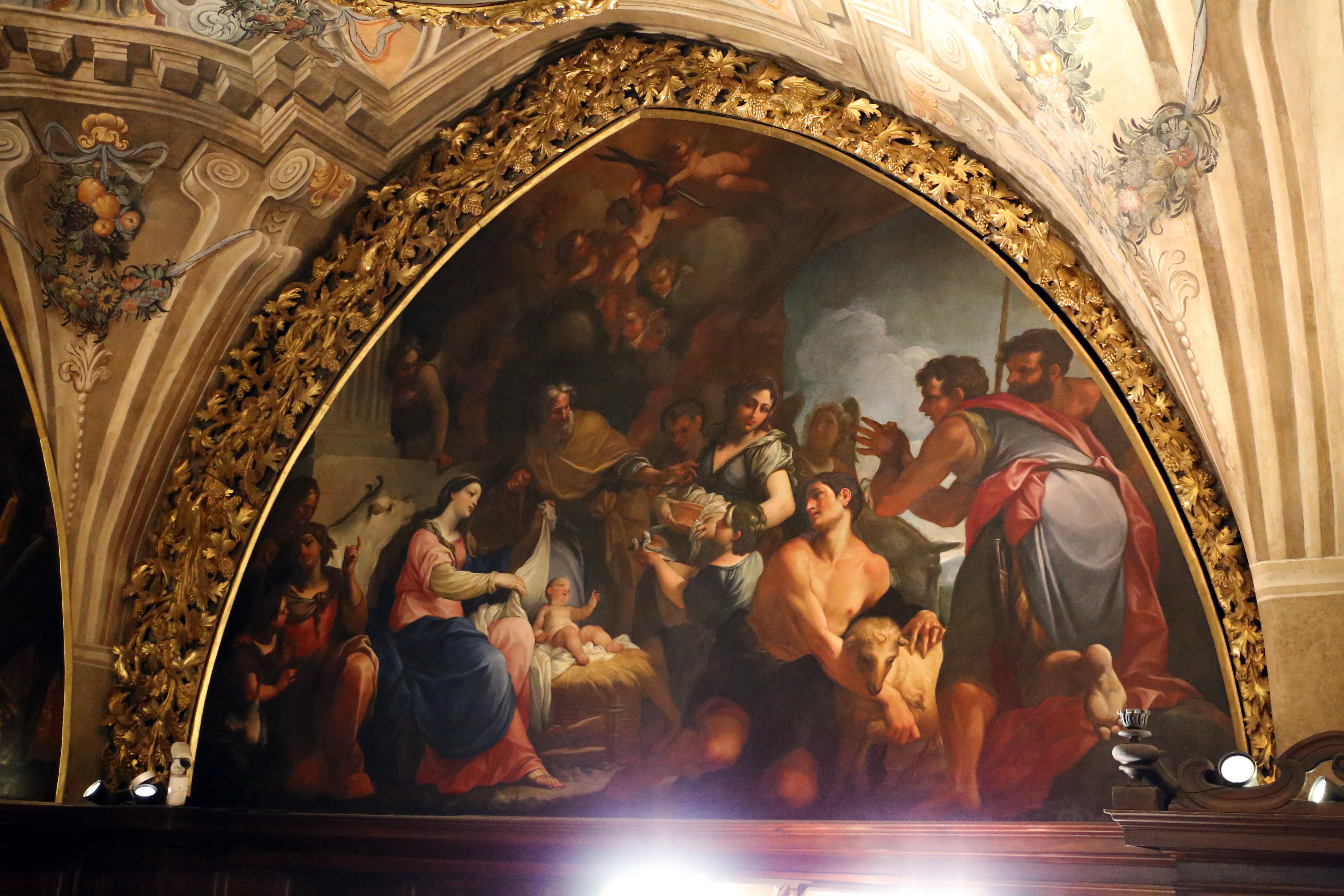
Поклонение пастухов. 1699-1700. Палаццо делла Раджоне, Верона